# Straßen (Solingen)
Straßen, bis in das 19. Jahrhundert meist zur Straßen genannt, ist eine Hofschaft in der bergischen Großstadt Solingen.

## Lage und Beschreibung
Der Ort liegt im Grenzgebiet der beiden Solinger Stadtteile Aufderhöhe und Merscheid östlich der Löhdorfer Straße, der Landesstraße 67, auf einem Höhenrücken oberhalb des Nacker Bachs. Von der Löhdorfer Straße zweigt eine kleine Stichstraße ab, die den Namen des Ortes trägt. Dort sind noch einige historische, teilweise verschieferte Fachwerkhäuser des Bergischen Stils erhalten. Die Löhdorfer Straße weist ansonsten eine aufgelockerte Mischbebauung aus Wohnen und Gewerbe auf. Durch das zum Nacker Bach hin stark abfallende Gelände konnte sich die Bebauung kaum in die Breite entwickeln, sondern erfolgte hauptsächlich entlang des Höhenrückens, dem die Löhdorfer Straße folgt. 
Benachbarte Orte sind bzw. waren (von Nord nach West): Schorberg, Klein-Heipertz, Montanushof, Cronenmühle, Obenkatternberg, Mittelkatternberg, Nacker Küllenberg, Delle, Jammertal, Greuel sowie Junkernhäuschen.

## Etymologie
Der Ortsname Straßen kommt im Bergischen Land mehrfach vor. Er kennzeichnet die Lage des Hofes an einer wichtigen Alt- beziehungsweise historisch bedeutsamen Landstraße. Über die Löhdorf-Mangenberger Straße, an der der Hof sich befand, verlief der mittelalterliche Warenverkehr zwischen Solingen und der Handelsstadt Köln.:90f.

## Geschichte
Straßen gehört zu den Höfen, die bereits weit vor dem Jahr 1500 vorhanden waren. Im Jahre 1363 wird ein Hayns von der Strazen erwähnt, die erste urkundliche Erwähnung des Ortes. Im 15. Jahrhundert war zur Straßen dem Gönrather Hof der Abtei Altenberg gegenüber zehntpflichtig. Im Jahre 1488 wird ein Quinten zor Straten urkundlich erwähnt. Im 17. Jahrhundert und noch Anfang des 18. Jahrhunderts wohnten Schwertfegerfamilien in dem Ort. Im Jahre 1715 ist der Ort in der Karte Topographia Ducatus Montani, Blatt Amt Solingen, von Erich Philipp Ploennies mit einer Hofstelle verzeichnet und als z. Straſen benannt.
Der Ort entstand an der für Solingen bedeutsamen Straßenverbindung von Mangenberg über Aufderhöhe und Rupelrath in die Handelsstadt Köln, über die ab dem Mittelalter der Hauptwarenverkehr zwischen beiden Städten abgewickelt wurde. Diese Altstraße, in ihrer Fortsetzung als Sandstraße bezeichnet, war bis in die Neuzeit der wichtigste Handelsweg unter anderem für Solinger Schneidwaren.:90f. Die Topographische Aufnahme der Rheinlande von 1824 verzeichnet den Ort als zur Stra[... unleserlich] und die Preußische Uraufnahme von 1844 als Straſsen. In der Topographischen Karte des Regierungsbezirks Düsseldorf von 1871 ist der Ort ohne Namen verzeichnet.
Der Ort gehörte ursprünglich zur Honschaft Barl innerhalb des Amtes Solingen. Im Zuge von Grenzkorrekturen zwischen den Kirchspielen Solingen und Wald wurde 1805/1806 der Verlauf der Löhdorfer Straße als Kirchspielsgrenze festgelegt. So wurde Straßen in einen Solinger und einen Walder Teil aufgeteilt.:232 Nach Gründung der Mairien und späteren Bürgermeistereien Anfang des 19. Jahrhunderts gehörte der westlich der Löhdorfer Straße gelegene Teilort zur Bürgermeisterei Merscheid, die 1856 zur Stadt erhoben und im Jahre 1891 in Ohligs umbenannt wurde. Der östlich gelegene Teilort gehörte zur Bürgermeisterei Höhscheid, die ebenfalls 1856 das Stadtrecht erhielt.
1815/16 lebten 103 (20 zu Merscheid, 83 zu Höhscheid), im Jahr 1830 133 Menschen (24 zu Merscheid, 109 zu Höhscheid) im als Einzelnes Haus bzw.  Weiler bezeichneten Wohnplatz zur Straßen. 1832 war der Merscheider Teilort weiterhin Teil der Honschaft Barl innerhalb der Bürgermeisterei Merscheid, dort lag er in der Flur VII. Mankhaus. Der Höhscheider Teilort war der Honschaft Ruppelrath zugehörig. Der nach der Statistik und Topographie des Regierungsbezirks Düsseldorf als Hofstadt bzw. Kotten kategorisierte Ort besaß zu dieser Zeit 20 Wohnhäuser (vier zu Merscheid, 16 zu Höhscheid) und 18 landwirtschaftliche Gebäude (drei zu Merscheid, 15 zu Höhscheid). Zu dieser Zeit lebten 120 Einwohner im Ort (26 zu Merscheid, 94 zu Höhscheid), davon 13 katholischen und 107 evangelischen Bekenntnisses.
Die Gemeinde- und Gutbezirksstatistik der Rheinprovinz führt den Ort 1871 mit 16 Wohnhäuser (neun zu Merscheid, sieben zu Höhscheid) und 174 Einwohnern (60 zu Merscheid, 114 zu Höhscheid) auf. Im Gemeindelexikon für die Provinz Rheinland von 1888 werden 38 Wohnhäuser (neun zu Merscheid, 29 zu Höhscheid) mit 172 Einwohnern (48 zu Merscheid, 124 zu Höhscheid) angegeben. 1895 besitzt der Höhscheider Teilort 32 Wohnhäuser (neun zu Merscheid, 23 zu Höhscheid) mit 202 Einwohnern (42 zu Merscheid, 160 zu Höhscheid). Dieser gehörte kirchlich zu dieser Zeit zum ev. Kirchspiel Rupelrath und zum kath. Kirchspiel Ohligs. 1905 werden für den Höhscheider Teilort 22 Wohnhäuser mit 168 Einwohnern angegeben.

Mit der Städtevereinigung zu Groß-Solingen im Jahre 1929 wurden beide Teile des Ortes in die neue Großstadt Solingen eingemeindet. Die Umgebung um den Ort verdichtete sich im 20. Jahrhundert nur langsam, Anfang der 1970er Jahre wurde südlich von Straßen die Wohnsiedlung rund um Watzmann- und Brockenstraße errichtet. An der Löhdorfer Straße siedelten sich vereinzelte Gewerbebetriebe an. Von den historischen Fachwerkhäusern in Straßen stehen seit 1986 die Gebäude Straßen 4, 6 und Straßen 5, 7 unter Denkmalschutz. 

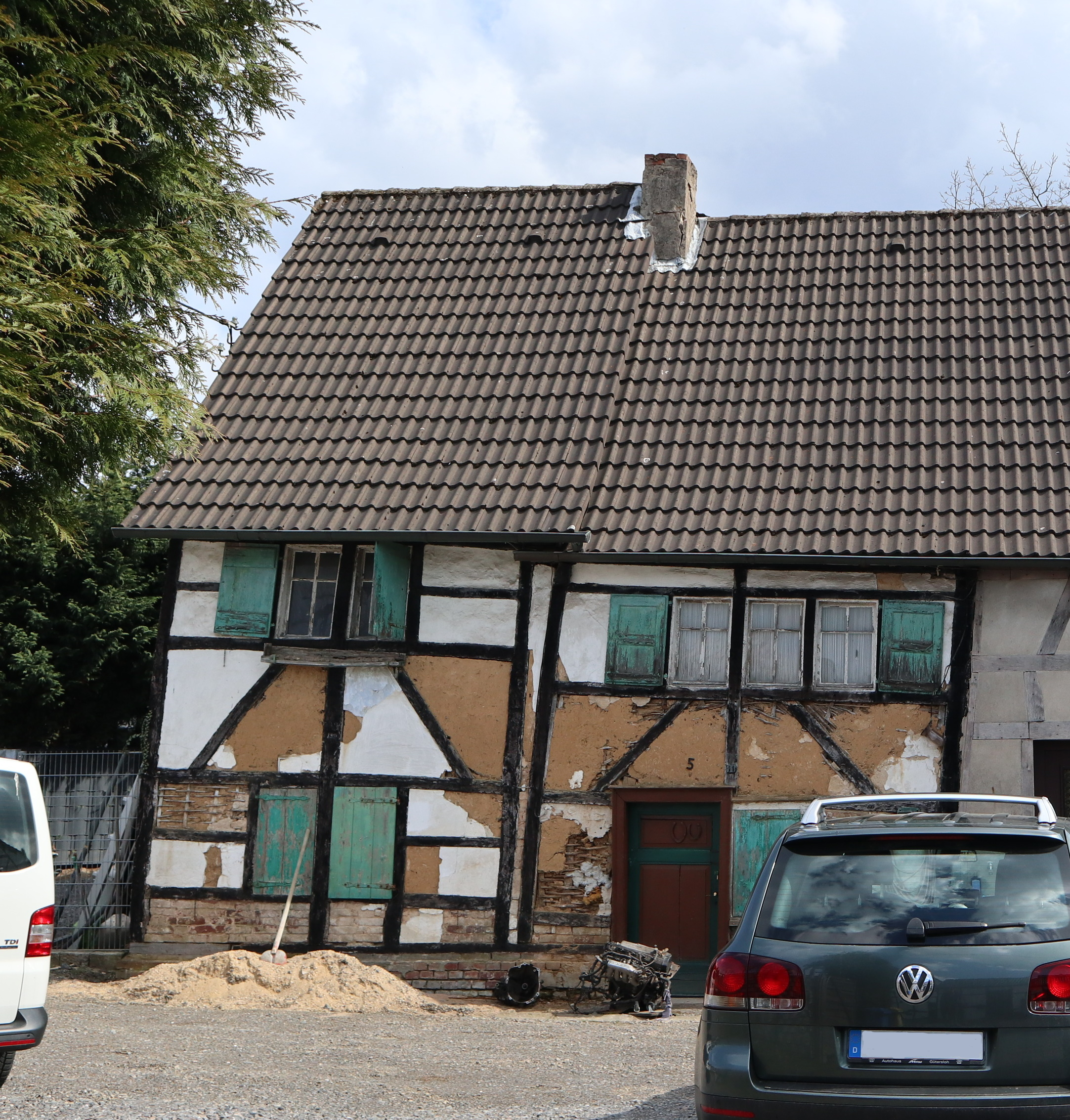
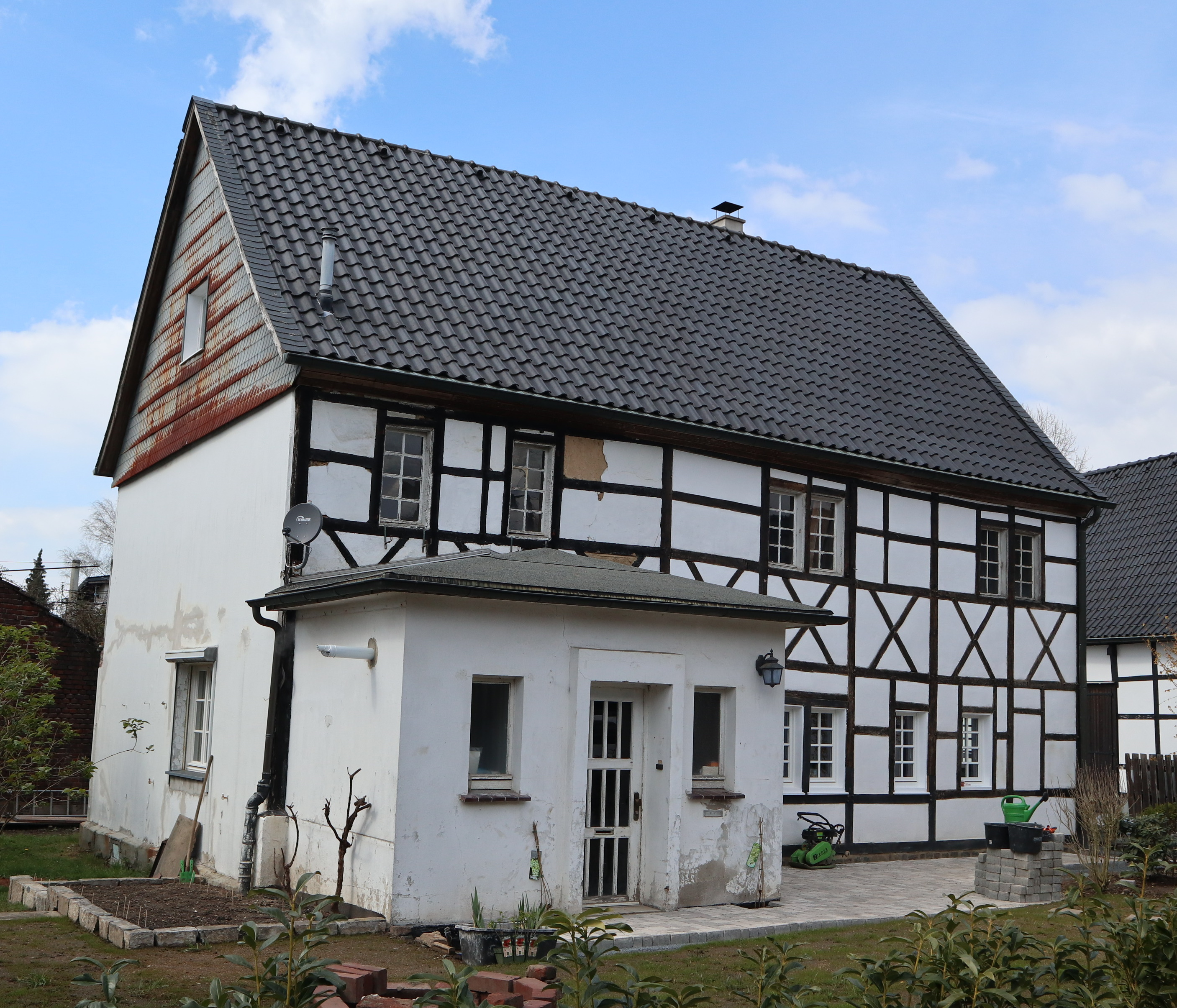
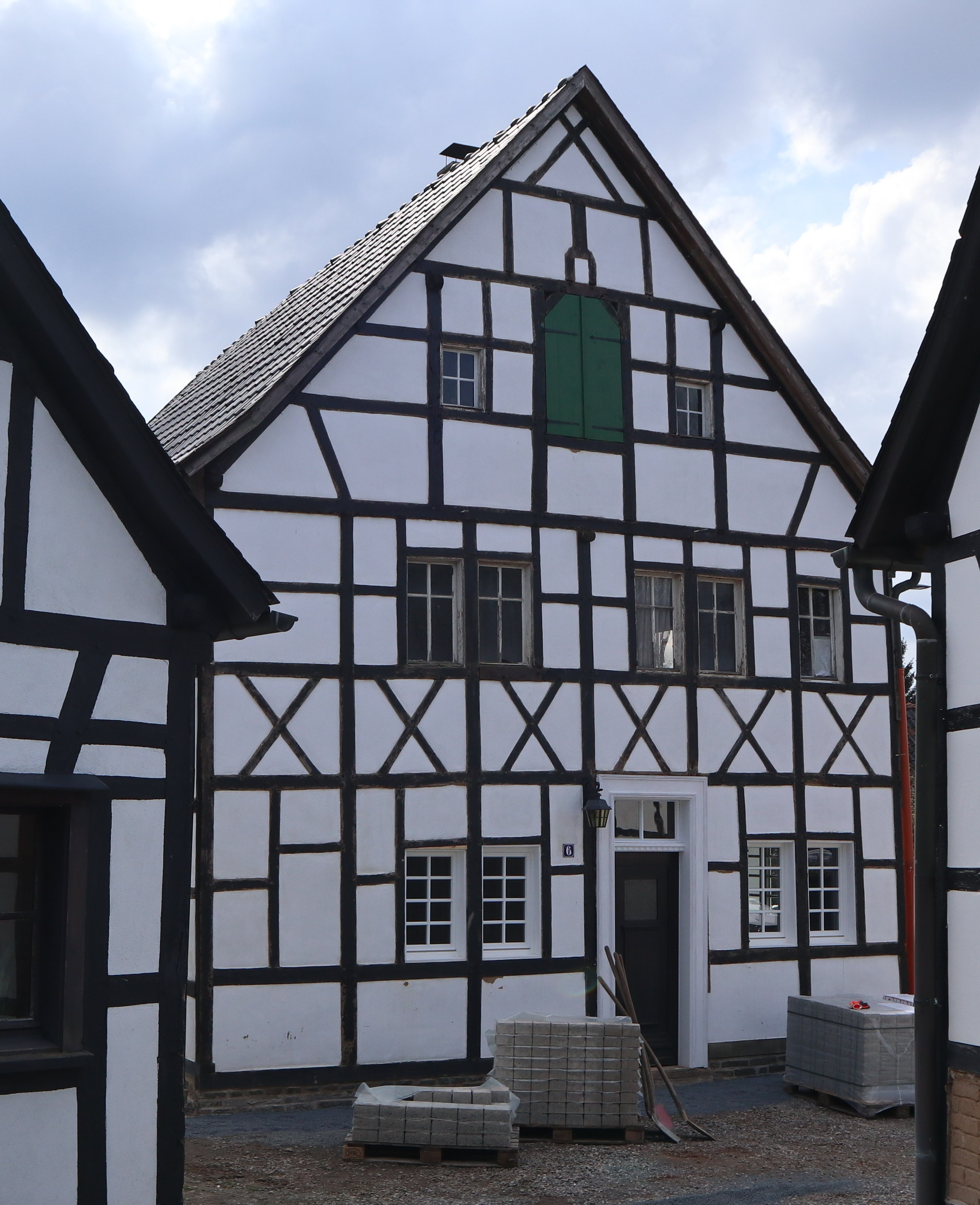

## Nahverkehr

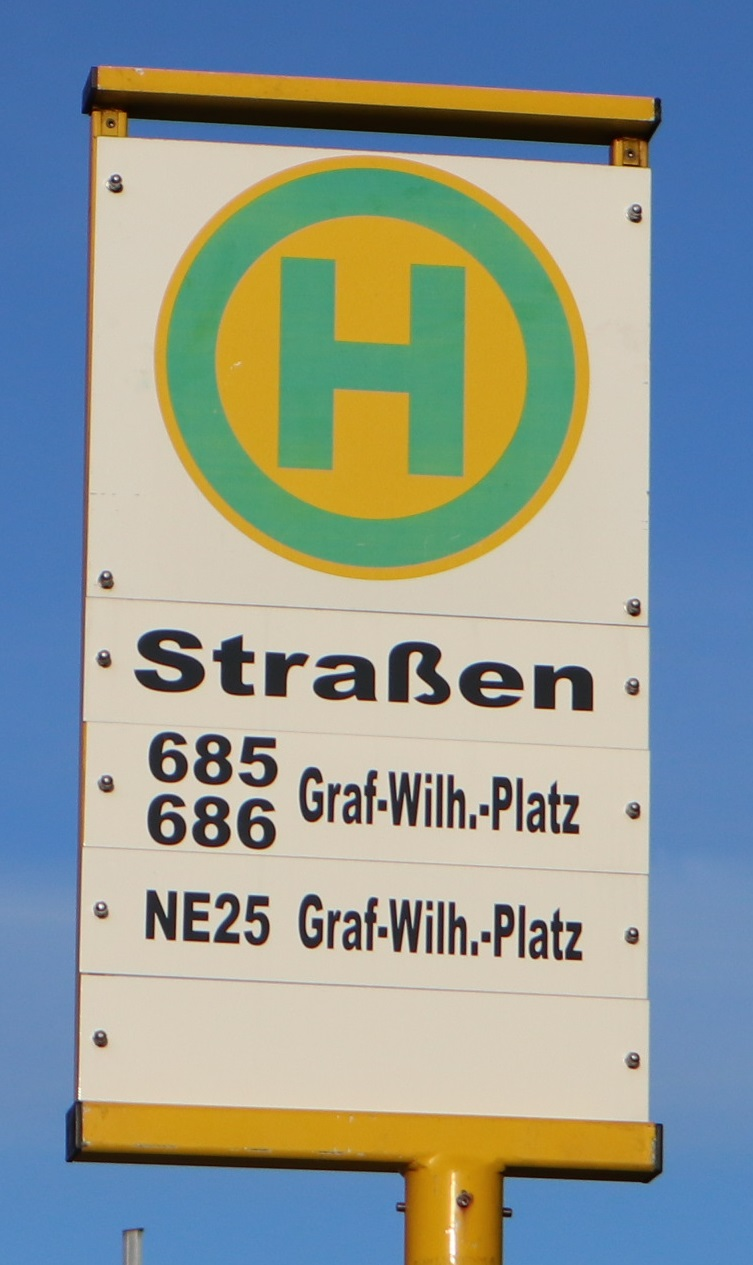

In Straßen befindet sich eine Bushaltestelle der Stadtwerke Solingen, die den Namen des Ortes trägt. Seit der Verlängerung des Solinger Oberleitungsbusnetzes bis Aufderhöhe im Jahre 1993 wird die Haltestelle durch die beiden Oberleitungsbuslinien 685 und 686 bedient. Darüber hinaus verkehrt ein NachtExpress über Straßen.
| Linie | Linienverlauf |
| ----- | --- |
| 685   | Aufderhöhe – Straßen – Schmalzgrube – Klingenhalle – Graf-Wilhelm-Platz |
| 686   | Aufderhöhe – Straßen – Schmalzgrube – Mangenberg – Graf-Wilhelm-Platz |
| NE25  | Graf-Wilhelm-Platz → Klingenhalle → Schmalzgrube → Straßen → Aufderhöhe → Neu-Löhdorf → Hauptbahnhof bzw. Hauptbahnhof → Börkhaus → Aufderhöhe → Straßen → Schmalzgrube → Mangenberg → Graf-Wilhelm-Platz |